# Casanova (film, 2005)
Casanova je ameriška romantična komedija iz leta 2005. Film ohlapno temelji na življenju in prigodah italijanskega pustolovca Giacoma Casanove. Film je režiral Lasse Hallström, naslovno vlogo pa je odigral Heath Ledger.

## Vsebina
V uvodu filma mlada ženska v solzah zapusti svojega sina in ga prepusti v oskrbo njegovi stari mami. Pred odhodom mu še obljubi, da se bo vrnila ponj. Film se nadaljuje več let kasneje, v Benetkah leta 1753. V mestu se širi legenda o Giacomu Casanovi (Heath Ledger), ki je razvpit zaradi svojih ljubezenskih avantur. Vladar Benetk, dož, mu je naklonjen, a se je prisiljen ukloniti pod pritiski Cerkve, ki želi Casanovo obesiti zaradi krivoverstva. Zavoljo mnogih prešuštniških obtožb Casanova sicer že tako živi v skrivanju pred funkcionarji inkvizicije. Dož zatorej Casanovo posvari, da se mora čim prej poročiti in ustaliti, sicer mu grozi pregon iz mesta. 
Casanova tako hočeš nočeš sprejme ženitno ponudbo za poroko s prikupno devico Victorio (Natalie Dormer), a se po spletu naključij zaplete s Francesco (Sienna Miller). Francesca ga po eni strani začara s svojo nedosegljivostjo, po drugi strani pa se mu prikupi s svojim bojem za pravice žensk - Francesca je namreč pod psevdonimom Bernardo Guardi objavljala nezakonite feministične knjige, ob tem pa je vodila tudi uspešno odvetniško kariero pod krinko moškega, dr. Giordana iz Padove. Njena mati (Lena Olin) jo je prisilila v poroko s Paprizziem (Oliver Platt), premožnim trgovcem s svinjsko mastjo iz Genove. Francesci se poroka upira, ker ni Paprizzia še nikoli videla. Ob Paprizzievem prihodu v Benetke v akcijo stopi Casanova, ki ga s prevaro zvabi v svoj dom in se mu izdaja za Bernarda Guardija, čigar velik oboževalec je bil prav Paprizzio. Casanova ga prepriča, da naj ostane doma in si uredi videz, medtem ko sam odide k Francesci na dom in se izdaja za Paprizzia.
Ko oblasti prevetrijo beneški inkvizicijski oddelek, postane vodilna figura gonje za Casanovo škof Pucci (Jeremy Irons). Ta po spletu okoliščin pride do spoznanja, da sta Casanova in Bernardo Guardi ista oseba. Med beneškim karnevalom Casanovo škof Pucci tudi izsledi in ga aretira ter obtoži na smrt kot Bernarda Guardija. Casanova obtožbo sprejme in s tem napravi velik vtis na Francesco. Ona se ganjena spričo okoliščin znova prelevi v odvetnika Giordana iz Padove in med sojenjem razkrije, da je ona Bernardo Guardi. Sodniku pod pritiskom škofa Puccija ne preostane drugega, kot da tako Francesco kot Casanovo obsodi na smrt.
Ravno pred njuno smrtjo na vešalih na trg sv. Marka prispe kardinal, ki izda odlok o oprostitvi vseh obsojencev na smrt zavoljo papeževega rojstnega dne. Ko se obsojenca rešita, na prizorišče prispe pravi kardinal - izkaže se, da je bil prejšnji kardinal slepar in mož Casanovove matere, ki je skušal s pretvezo rešiti njenega sina pred smrtjo. S tem je Casanovova mati tudi izpolnila svojo obljubo iz otroštva. Po spektakularnem begu se druščini uspe rešiti na Paprizziovo ladjo in v zadnjem hipu se v Benetkah odloči ostati Francescin brat Giovanni (Charlie Cox). Ob Casanovovem odhodu namreč prav Giovanni prevzame vlogo lomilca ženskih src in ljubezenskega pustolovca, pridruži se mu tudi Casanovov zvesti služabnik Lupo (Omid Djalili).
Paprizzio in njegova izvoljenka Andrea (Francescina mati), Francesca in Casanova ter njegova mati in njen partner se tako podajo na beg pred oblastmi in pustolovsko življenje v potujoči gledališki skupini.

## Igralska zasedba
- Heath Ledger - Giacomo Casanova
- Sienna Miller - Francesca Bruni
- Jeremy Irons - škof Pucci
- Oliver Platt - Paprizzio
- Lena Olin - Andrea Bruni, Francescina mati
- Omid Djalili - Lupo
- Stephen Greif - inkvizitor Donato
- Helen McCrory - Casanovova mati
- Charlie Cox - Giovanni Bruni
- Natalie Dormer - Victoria

## Produkcija
Film so pričeli snemati 9. julija 2004 in premiera v ZDA je sledila 3. septembra 2005. Vizualne učinke v filmu so ustvarili v podjetju Custom Film Effects and Illusion Arts, pristne kostume iz tistega obdobja pa so priskrbele štiri italijanske hiše kostumov: Tirelli Costumi, Nicolao Atelier, Costumi d'Arte in G.P. 11. Čevlje je ustvaril L.C.P. di Pompei. Del garderobe so ustvarjalci najeli v Španiji pri podjetju Sastreria Cornejo.
Čeprav je film postavljen v Benetke, so nekatere prizore posneli v Vincenzi. Eno od prizorišč snemanja je bilo tamkajšnje renesančno gledališče Teatro Olimpico.

## Filmska glasba
Seznam skladb
1. "Concerto Grosso v D-molu, Op 3 No 11" (Vivaldi)
2. "Koncert za mandolino v C-duru" (Vivaldi)
3. "Concerto No. 1 v C-duru" (Paisiello)
4. "Concerto in B Flat" (Durante)